# Sondrio
Sondrio é uma comuna italiana da região da Lombardia, província de Sondrio, com cerca de 21.417 habitantes. Estende-se por uma área de 20 km², tendo uma densidade populacional de 1071 hab/km². Faz fronteira com Albosaggia, Caiolo, Castione Andevenno, Faedo Valtellino, Montagna in Valtellina, Spriana, Torre di Santa Maria.

## Demografia
| Variação demográfica do município entre 1861 e 2011                               |
|                                                                                   |
| Fonte: Istituto Nazionale di Statistica (ISTAT) - Elaboração gráfica da Wikipedia |

## Cidades-irmãs
- São Mateus (Espírito Santo) ()[4]

### Hotéis
- «Hotel Vittoria Sozzani»
- «Hotel Europa»